# Komkom-Yiri
Komkom-Yiri est une localité située dans le département de Yalgo de la province du Namentenga dans la région Centre-Nord au Burkina Faso. 

## Éducation et santé
Le centre de soins le plus proche de Komkom-Yiri est le centre de santé et de promotion sociale (CSPS) de Yalgo tandis que le centre médical (CM) est à Tougouri et que le centre médical avec antenne chirurgicale (CMA) de la province se trouve à Boulsa.